# São José de Piranhas (ort)
São José de Piranhas är en ort i Brasilien.   Den ligger i kommunen São José de Piranhas och delstaten Paraíba, i den östra delen av landet, 1 400 km nordost om huvudstaden Brasília. São José de Piranhas ligger 344 meter över havet och antalet invånare är 7 628.
Terrängen runt São José de Piranhas är kuperad åt sydväst, men åt nordost är den platt. Runt São José de Piranhas är det ganska glesbefolkat, med 25 invånare per kvadratkilometer.. Det finns inga andra samhällen i närheten.
Omgivningarna runt São José de Piranhas är huvudsakligen savann.